# Hikone
Hikone (彦根市 Hikone-shi?) es una ciudad localizada en la prefectura de Shiga, Japón. En junio de 2019 tenía una población de 113.901 habitantes y una densidad de población de 579 personas por km². Su área total es de 196,87 km².

## Historia

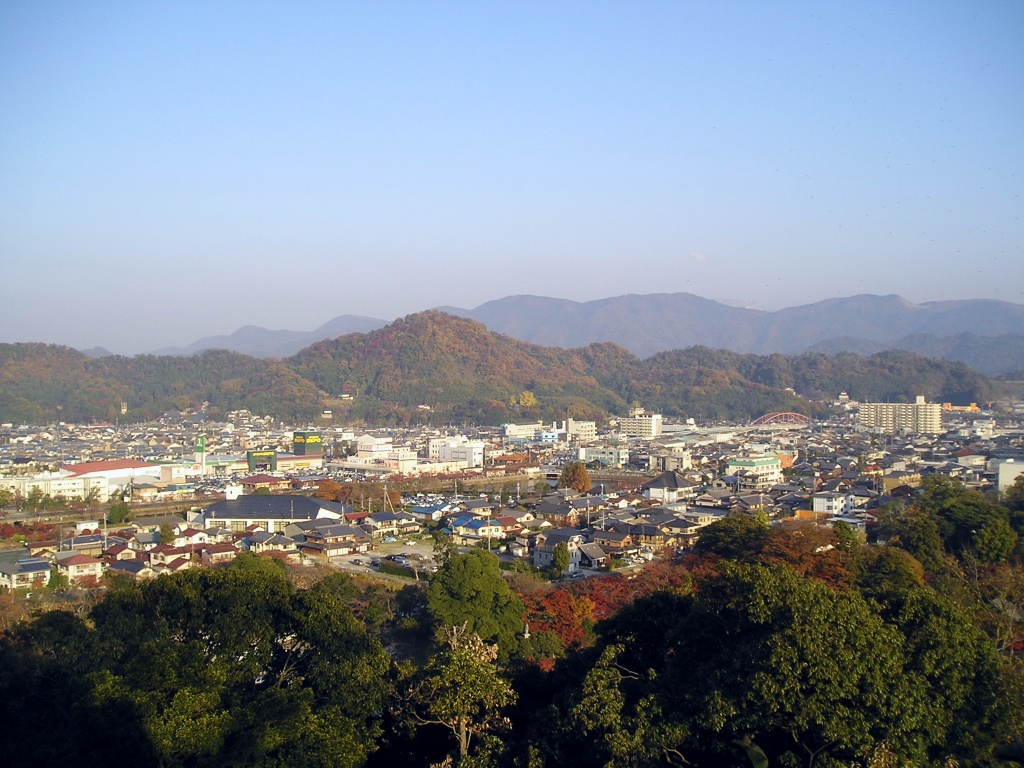
Hikone con el monte Sawa enfrente visto desde el castillo Hikone

El sitio histórico más famoso es el Castillo Hikone. Su construcción empezó en 1603, por Ii Naokatsu, hijo del antiguo lord, Ii Naomasa, pero no se completó hasta 1622. Las tierras de Naokatsu habían sido tomadas por el shogunato Tokugawa, y cuando su hermano Naotake tomó posesión de la Provincia Ōmi, fue capaz de completar el castillo usando las piedras del antiguo Castillo Sawayama. Cuando la era Meiji empezó en 1868, muchos castillos se desmantelaron y solo una petición del emperador, que estaba visitando la zona, mantuvo el castillo intacto.
Hikone se encuentra en el Nakasendō, una de las rutas comerciales más importantes durante el período Edo, y contiene dos estaciones posada, Toriimoto-juku y Takamiya-juku. 
En la restauración Meiji, con la abolición del sistema han, Hikone formó parte del distrito de Inukami. La ciudad se incorporó el 11 de abril de 1937, con la unión del original pueblo de Hikone y las villas de Kita-aoyagi, Matsubara, Aonami, Fukumitsu y Chimoto. Desde entonces se han incorporado a la ciudad las villas de Isoda y Minami-aoyagi (10 de junio de 1942), Hinatsu (1 de abril de 1950), Kawase y Kameyama (30 de septiembre de 1956) y el pueblo de Takamiya (3 de abril de 1957), todos pertenecientes al distrito de Inukami.
En 2003, se organizaron reuniones para discutir la unión de Hikone con los pueblos de Toyosato, Kōra y Taga. Sin embargo, una encuesta realizada por la ciudad en febrero de 2004 reveló que la mayor parte de los ciudadanos se oponían a la unión, por lo que la alcaldía dejó de lado la propuesta.

## Geografía
Montañas
- Monte Sawa
- Monte Kōjin
- Monte Ohori
- Monte Utsubo

Islas
- Isla Takei

Ríos
- Río Echi
- Río Inukami
- Río Seri
- Río Uso

### Localidades circundantes
- Prefectura de Shiga
  - Maibara
  - Higashiōmi
  - Taga
  - Kōra
  - Toyosato
  - Aishō

## Demografía
Según datos del censo japonés, la población de Hikone ha aumentado en los últimos años.
| Año del censo | Población |
| ------------- | --------- |
| 1995          | 103.508   |
| 2000          | 107.860   |
| 2005          | 109.779   |
| 2010          | 112.156   |
| 2015          | 113.679   |

## Economía
Las industrias principales de Hikone son Butsudan, textil y de válvulas. Bridgestone tiene una planta de fabricación de neumáticos en la ciudad. Fujitec, Ohmi Railway y Heiwadō (la cadena de supermercados más grande de Shiga) tienen su sede en Hikone.

## Educación
En Hikone se encuentra el Japan Center for Michigan Universities (JCMU) o Centro de Japón para Universidades de Míchigan, una infraestructura operada en conjunto por un consorcio de quince universidades públicas en el estado estadounidense de Míchigan y el gobierno de la prefectura de Shiga que ofrece programas para estudiantes universitarios americanos sobre el estudio de la lengua y cultura japonesa, así como cursos de inglés para ciudadanos de la prefectura. El Centro de Míchigan, como se le conoce, se fundó en 1989 bajo el auspicio del Acuerdo de Estados Hermanos Michigan-Shiga, la relación más antigua entre un estado estadounidense y una prefectura japonesa. 
Universidades
- Universidad de Shiga
- Universidad de la Prefectura de Shiga

## Transporte

### Ferrocarril

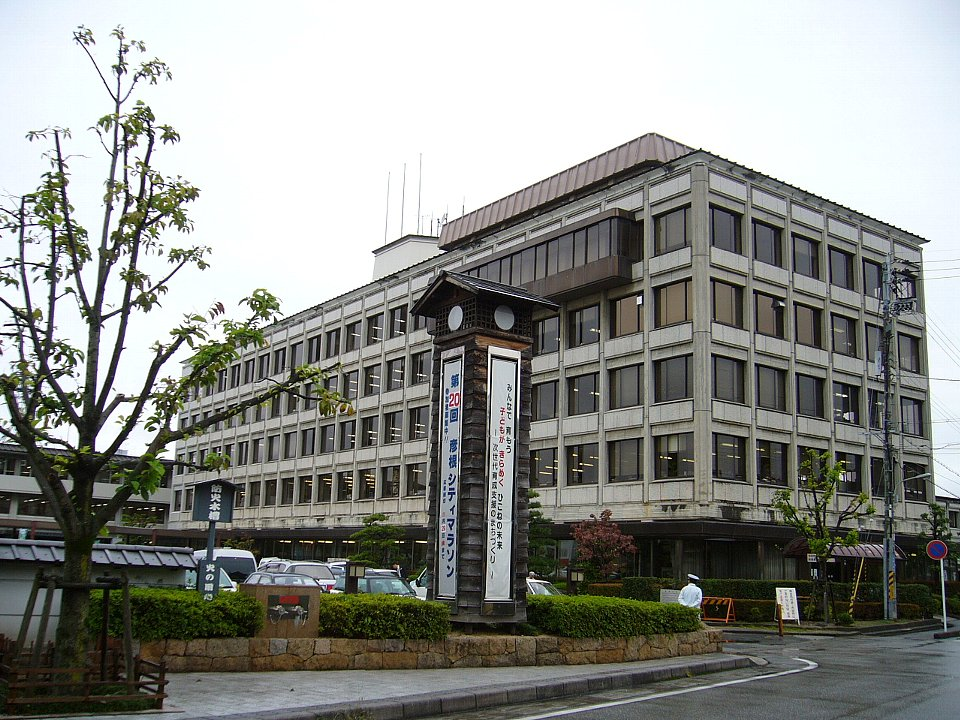
Ayuntamiento de Hikone.

- Estación Central: Estación de Hikone
- West Japan Railway Company (JR West)
  - Línea Principal Tōkaidō (Línea Biwako)
    - Estación de Hikone
    - Estación de Minami-Hikone
    - Estación de Kawase
    - Estación de Inae
- Ohmi Railway
  - Línea Principal
    - Estación de Fujitec-mae
    - Estación de Toriimoto
    - Estación de Hikone
    - Estación de Hikone-Serikawa
    - Estación de Hikoneguchi
    - Estación de Takamiya

  - Línea Taga
    - Estación de Takamiya
    - Estación de Screen

### Carretera
Autovías Nacionales
Autovía de Meishin
Rutas Nacionales
Ruta Nacional 8
Ruta Nacional 306
Rutas Antiguas
Nakasendō
Toriimoto-juku
Takamiya-juku
Chōsenjin Kaidō

### Marítimo
El puerto de Hikone gestiona ferries que conectan Hikone a las islas de Chikubu y Takei en el Lago Biwa.

## Lugares de interés

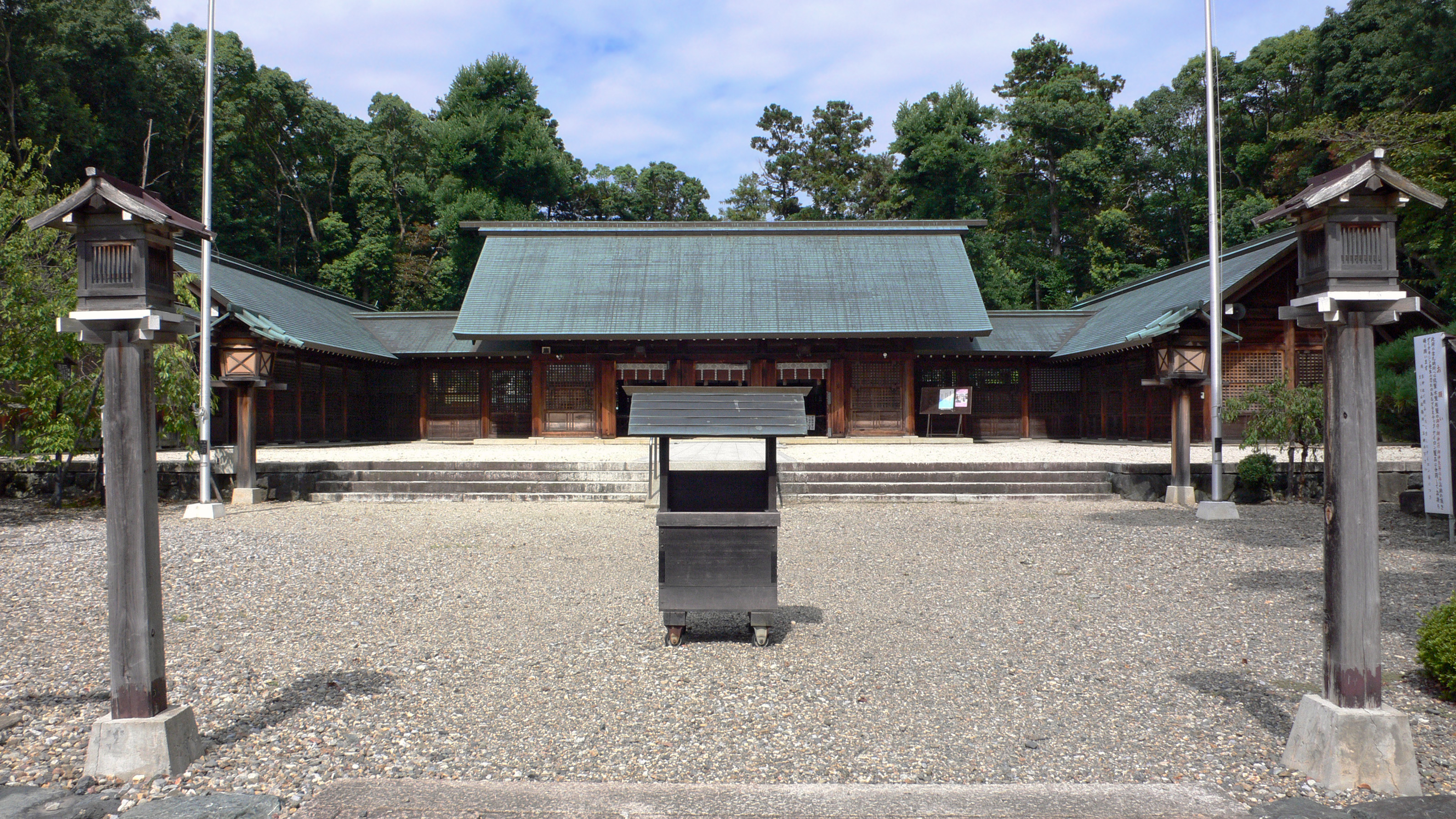
Santuario Shiga-ken Gokoku.

- Castillo Hikone
  - Jardín Genkyu-en
  - Museo del Castillo Hikone
- Castillo Sawayama
- Templo zen Ryotan-ji
- Templo zen Saifuku-ji
- Santuario Chiyo
- Santuario Shiga-ken Gokoku

## Ciudades hermanas
- Ann Arbor, Míchigan, Estados Unidos
- Xiangtan, Hunan, China